# 建部清庵

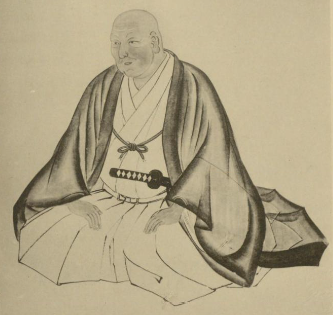
建部清庵 （医家）

建部 清庵（たてべ せいあん、正徳2年7月11日（1712年8月12日） - 天明2年3月8日（1782年4月20日））は、江戸時代中期の医者。陸奥国一関の地から杉田玄白と書簡を交わし、蘭学の発展に協力した。諱は由正（よしまさ）。字は元策。初代から五代目まで建部清庵を名乗り、名医として知られたのは二代目（この項の人物）。

## 生涯

### 生い立ち

建部清庵由正像
一関市文化ホール前

正徳2年（1712年）川小路に生れ、享保15年（1730年）、19歳で仙台に遊学、4年後帰郷。その後江戸に出てオランダ医学を学ぶ。その際、蘭方医の家として有名な桂川家に入門を願ったが、当時桂川家は弟子をとらないことにしており、認められなかった。帰郷後、37歳で元水の跡を継ぐ。以来一関を出ることはなかったという。天明2年（1782年）3月8日、71歳にて没。済世軒諦道清庵と諡された。墓は一関の祥雲寺。
清庵の医術は絶妙を極め、生前から、
「一ノ関に過ぎたるものが二つあり。時の太鼓に建部清庵」
と歌われるほどだった。なお、時の太鼓というのは一定の作法にのっとり昼夜定時に時を告げる太鼓のことで、御三家格の大名や、功績により将軍から特許の出た藩でないと認められない時の太鼓が、特別に一関藩に認められたことを指す。

### 杉田玄白との出会い
清庵はオランダ流の医術を行っていたが、その医学としての基礎がはっきりしないことに不満を持っていた。明和7年（1770年）閏6月18日、日頃の疑問を書簡にし、弟子の衣関甫軒にそれを託した。「江戸にオランダ流医学の偉い先生がいたら疑問を解いてほしい」ということで、特に相手を定めての書簡ではなかった。しかし、江戸の蘭方医も清庵の疑問を解くことはできず、書簡はむなしく一関に戻された。
衣関甫軒は再度江戸へ向かって、安永2年（1773年）の正月（あるいは前年の暮れ）、今度はしかるべき人物に書簡を届けることができた。『解体新書』の翻訳作業を行っていた杉田玄白である。
『解体新書』はそれまでの医書とはまったく違ったものであり、その出版には、玄白も不安を抱いていたらしい。そこへオランダ医学への情熱に満ちた書簡が届いた。玄白にとっては強力な味方を得た思いであっただろう。またそこに書かれている疑問はいずれも正鵠を得たものであり、清庵の見識に玄白は感動した。
急いで返書を書き、発行されたばかりの『解体約図』を添えて清庵へ送り届けた。一方、清庵は返書と『解体約図』に感動し、「口開きて合わず、舌挙がりて下らず、頻りに感涙仕り…」というほどだった。以後、清庵と玄白は何度も手紙を交換し、堅く結びつくこととなる。
のちに、2人のあいだに交わされた手紙は、玄白の蘭学塾において初学者に対するオリエンテーションとして読まれた。寛政7年（1795年）、大槻玄沢、杉田伯元（清庵の子）らは最初の2往復を『和蘭医事問答』の題名で出版した。

## 著作

### 民間備荒録
江戸時代の東北地方にはしばしば、冷害によって飢饉が起こり、多数の餓死者が出た。清庵はその惨状を眼にする。
ある日、友人の郷内勝清の家で、明の兪汝為の『荒政要覧』を見て、これをヒントに救荒書の編纂を思い立つ。宝暦5年（1755年）、『民間備荒録』上下2冊を発行した。上巻では、飢饉に備えて食用となる樹木を植え、食料を備蓄する方法を述べている。下巻では、具体的に草や木の葉を食べる方法、解毒法、応急手当法などを述べている。一関藩の奉行・代官を通じて、藩内の村々に配られたという。
印刷された救荒書としては早くに出たもので、何度か版を重ね、16年後の明和8年（1771年）には江戸で出版された。
天保の飢饉の折には多くの救荒書が出版されたが、それらのほとんどが『民間備荒録』を参考・引用している。

### 備荒草木図
清庵は『民間備荒録』の続編として、その中の植物を図で記した『備荒草木図』を著そうとした。そのために、本職が本草学者である平賀源内にも、衣関甫軒を通じて質問したという。甫軒に玄白のことを知らせたのは源内かもしれない。
明和8年（1771年）に一応の稿はできたが、刊行は天保4年（1833年）になる。その際、杉田伯玄などが協力した。
『民間備荒録』、『備荒草木図』で紹介されている草木は185種にのぼる。一関市の釣山公園内には、これらの植物を植えた「清庵野草園」がある。

## 家系
建部清庵と言えば、杉田玄白と書簡を交わした建部清庵由正が有名であるが、清庵の名跡は5代続いている。由正はそのうちの2代目にあたる。
初代建部清庵元水はもと江戸の人。陸奥地方に遊んだとき、岩谷堂（奥州市江刺区）に住んで町医師として慕われたが、たまたま仙台に向かう旅先の一関で1年余り滞在し施療した。藩主田村侯に聞こえ、懇望によって一関藩に仕えることとなった。元水の息子が2代清庵由正である。
由正の長男は早世。次男（三男の説あり）亮策が家督を継ぎ、3代清庵由水となる。由水は、同時期に杉田玄白に入門した大槻玄沢と終生親交を結んでいた。文政5年（1822年）、玄沢のために『重訂解体新書』の序文を書いている（刊行は文政9年）。玄沢は、おかげを被った人として、師である由正だけでなく同世代の由水の名も挙げている。
その後、4代清庵由章、5代清庵由道と続く。
|          |          |          |          |          |          |  |  |                       |                       |                       |                       |                       |                       |  |  | 建部元水          |                   |                   |                   |                   |                   |  |  |  |  |  |  |  |  |  |  |  |  |  |  |  |  |  |  |  |  |  |  |  |  |
|          |          |          |          |          |          |  |  |                       |                       |                       |                       |                       |                       |  |  |                   |                   |                   |                   |                   |                   |  |  |  |  |  |  |  |  |  |  |  |  |  |  |  |  |  |  |  |  |  |  |  |  |
| 杉田玄白 | 杉田玄白 | 杉田玄白 | 杉田玄白 | 杉田玄白 | 杉田玄白 |  |  |                       |                       |                       |                       |                       |                       |  |  | 建部由正          | 建部由正          | 建部由正          | 建部由正          | 建部由正          | 建部由正          |  |  |  |  |  |  |  |  |  |  |  |  |  |  |  |  |  |  |  |  |  |  |  |  |
| 杉田玄白 | 杉田玄白 | 杉田玄白 | 杉田玄白 | 杉田玄白 | 杉田玄白 |  |  |                       |                       |                       |                       |                       |                       |  |  | 建部由正          | 建部由正          | 建部由正          | 建部由正          | 建部由正          | 建部由正          |  |  |  |  |  |  |  |  |  |  |  |  |  |  |  |  |  |  |  |  |  |  |  |  |
|          |          |          |          |          |          |  |  |                       |                       |                       |                       |                       |                       |  |  |                   |                   |                   |                   |                   |                   |  |  |  |  |  |  |  |  |  |  |  |  |  |  |  |  |  |  |  |  |  |  |  |  |
| 杉田立卿 | 杉田立卿 | 杉田立卿 | 杉田立卿 | 杉田立卿 | 杉田立卿 |  |  | 杉田伯元 （建部由甫） | 杉田伯元 （建部由甫） | 杉田伯元 （建部由甫） | 杉田伯元 （建部由甫） | 杉田伯元 （建部由甫） | 杉田伯元 （建部由甫） |  |  | 建部由水 （亮策） | 建部由水 （亮策） | 建部由水 （亮策） | 建部由水 （亮策） | 建部由水 （亮策） | 建部由水 （亮策） |  |  |  |  |  |  |  |  |  |  |  |  |  |  |  |  |  |  |  |  |  |  |  |  |
| 杉田立卿 | 杉田立卿 | 杉田立卿 | 杉田立卿 | 杉田立卿 | 杉田立卿 |  |  | 杉田伯元 （建部由甫） | 杉田伯元 （建部由甫） | 杉田伯元 （建部由甫） | 杉田伯元 （建部由甫） | 杉田伯元 （建部由甫） | 杉田伯元 （建部由甫） |  |  | 建部由水 （亮策） | 建部由水 （亮策） | 建部由水 （亮策） | 建部由水 （亮策） | 建部由水 （亮策） | 建部由水 （亮策） |  |  |  |  |  |  |  |  |  |  |  |  |  |  |  |  |  |  |  |  |  |  |  |  |
| 杉田成卿 | 杉田成卿 | 杉田成卿 | 杉田成卿 | 杉田成卿 | 杉田成卿 |  |  |                       |                       |                       |                       |                       |                       |  |  | 建部由章          | 建部由章          | 建部由章          | 建部由章          | 建部由章          | 建部由章          |  |  |  |  |  |  |  |  |  |  |  |  |  |  |  |  |  |  |  |  |  |  |  |  |
| 杉田成卿 | 杉田成卿 | 杉田成卿 | 杉田成卿 | 杉田成卿 | 杉田成卿 |  |  |                       |                       |                       |                       |                       |                       |  |  | 建部由章          | 建部由章          | 建部由章          | 建部由章          | 建部由章          | 建部由章          |  |  |  |  |  |  |  |  |  |  |  |  |  |  |  |  |  |  |  |  |  |  |  |  |
|          |          |          |          |          |          |  |  |                       |                       |                       |                       |                       |                       |  |  | 建部由道          |                   |                   |                   |                   |                   |  |  |  |  |  |  |  |  |  |  |  |  |  |  |  |  |  |  |  |  |  |  |  |  |

## 弟子たち・子供たち
安永7年（1778年）、清庵は玄白の天真楼塾に、次男の亮策と、秀才の弟子大槻茂質を送った。その後、亮策は国元に帰り3代清庵由水となる。大槻茂質はのちに大槻玄沢と名乗り、蘭学塾芝蘭堂を開き、蘭学の発展に大いに貢献する。
玄白は晩婚であった。男子も産まれたが虚弱であり、養子を探していた。天明2年（1782年）5月15日、玄白の塾で学んでいた清庵の第五子（四男？）由甫を養嗣子に迎え、杉田伯元（1763-1833）とし、宗家として杉田家を継がせた（その後玄白と後妻との間に男子の立卿が生まれたが、立卿は分家した）。
同年、一関の地で、建部清庵由正没。いちど杉田玄白と会いたいと望みながら、それは叶わなかった。
寛政5年（1793年）、杉田伯元は玄白の娘の扇と結婚し、恭卿、白玄らを儲ける。その後、弟子の杉田玄端（玄白の子杉田立卿の猶子）が白玄の養子となって杉田家宗家を継いだ。
清庵と玄白・源内とのあいだを取り持った弟子の衣関甫軒は、眼科として一家を構えた。その子である貫もまた眼科学の発展に貢献する。